# Taylor Hackford
Taylor Hackford (n. 31 decembrie 1944, Santa Barbara, California, SUA) este un regizor și producător american.

## Filmografie selectivă
- 1982 Ofițer și gentleman (An Officer and a Gentleman)
- 1984 Pe urmele lui Jessie (Against All Odds)
- 1987 Chuck Berry – Hail! Hail! Rock 'n' Roll
- 1987 La Bamba (producător)
- 1988 Everybody's All-American
- 1995 Dolores Claiborne (Dolores Claiborne)
- 1997 Pact cu Diavolul (The Devil's Advocate)

- 2000 Rapimento e riscatto (Proof of Life)
- 2004 Ray
- 2010 Love Ranch
- 2013 Parker
- 2016 The Comedian